# Tibeti sárszalonka
A tibeti sárszalonka (Gallinago solitaria) a madarak osztályának lilealakúak (Charadriiformes) rendjébe, ezen belül a szalonkafélék (Scolopacidae) családjába tartozó faj.

## Rendszerezése
A fajt Brian Houghton angol ornitológus írta le 1831-ben. Egyes szervezetek a Telmatias nembe sorolták át Telmatias solitarius néven.

## Alfajai
- Gallinago solitaria japonica (Bonaparte, 1856)
- Gallinago solitaria solitaria Hodgson, 1831[1]

## Előfordulása
Oroszország, Banglades, Bhután, Dél-Korea, Észak-Korea, India, Irán, Japán, Kazahsztán, Kína, Kirgizisztán, Mongólia, Mianmar, Nepál, Pakisztán, Tádzsikisztán, Türkmenisztán és Üzbegisztán területén honos. Kóborlásai során eljut Afganisztánba és Szaúd-Arábiába is.
Természetes élőhelyei a mérsékelt övi gyepek, lápok, mocsarak, folyók és patakok környékén, valamint szezonálisan elöntött mezőgazdasági területek. Vonuló faj.

## Megjelenése
Testhossza 31 centiméter, testtömege 126-227 gramm.

## Természetvédelmi helyzete
Az elterjedési területe rendkívül nagy, egyedszáma pedig stabil. A Természetvédelmi Világszövetség Vörös listáján nem fenyegetett fajként szerepel.